# Smouha Sporting Club
O Smouha Sporting Club é um clube de futebol com sede em Smouha, Egito. A equipe compete no Campeonato Egípcio de Futebol.

## História
O clube foi fundado em 1949. 